# ماركوس كريستنسن
ماركوس كريستنسن هو متزلج فني كندي، ولد في 2 أبريل 1970 في تورونتو في كندا.